# Claude Joseph Vernet
Claude Joseph Vernet (Avinhão, 14 de agosto de 1714 — Paris, 3 de dezembro de 1789) foi um pintor, desenhista e gravurista francês. À sua época, Vernet foi o mais famoso pintor de paisagens.

## Vida
Claude Joseph Vernet era filho do pintor decorativo Antoine Vernet, de quem também recebeu as primeiras lições artísticas. Através da mediação do pai, Vernet mais tarde tornou-se aluno do pintor Louis René de Vialy em Aix-en-Provence. Lá o Marquês de Caudon, Joseph de Seytres, notou-o e apoiou-o com uma bolsa generosa. Isso permitiu a Vernet ir a Roma em 1734 aos 20 anos e estudar com os pintores de marinha Bernardino Fergioni e Adrien Manglard por um tempo. Em 1743, Vernet tornou-se membro titular da Accademia di San Luca.
Dois anos depois, Vernet casou-se com Virginia Parker, uma inglesa em Roma, filha de um capitão da marinha papal. Mediante o Marquês de Marigny, o diretor dos Bâtiments du Roi, o rei francês Luís XV. Vernet para a corte francesa em 1753. Vernet deveria pintar os portos mais importantes da França e, com essas 24 vistas, representar "a potência marítima da França". Vernet tornou-se membro da Académie royale de peinture et de sculpture em Paris e trabalhou quase exclusivamente na comissão real. Em 1763, ele havia concluído 15 pinturas. Nesse ano ele se estabeleceu em Paris e começou a criar obras para outros membros da nobreza francesa.
A filha de Vernet, Marguerite Émilie, casou-se com o arquiteto Jean-François Chalgrin. Seu filho Antoine Charles Horace Vernet e seu neto Horace Vernet também eram pintores. Ele era um membro da Loja Maçônica Parisiense Les Neufs Sœurs. Com 75 anos de idade, o pintor morreu em 3 de dezembro de 1789 em Paris.

## Trabalho
As paisagens marítimas de Vernet costumam ter como tema cenas de tempestades e naufrágios. Eles transmitem a experiência do sublime, a força terrível e avassaladora da natureza. Para ganhar ele mesmo essa experiência, o pintor se amarrou ao mastro de um navio durante uma tempestade no mar, segundo a lenda.

## Galeria

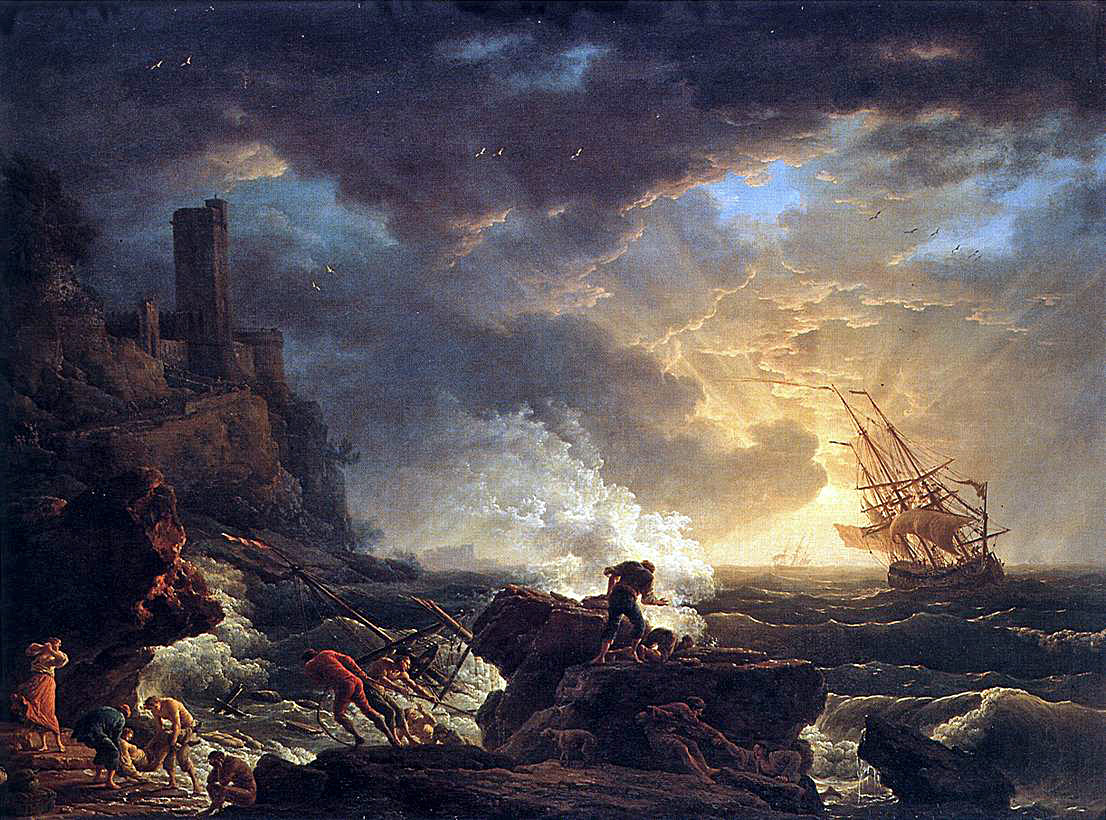
Naufrágio (1759).
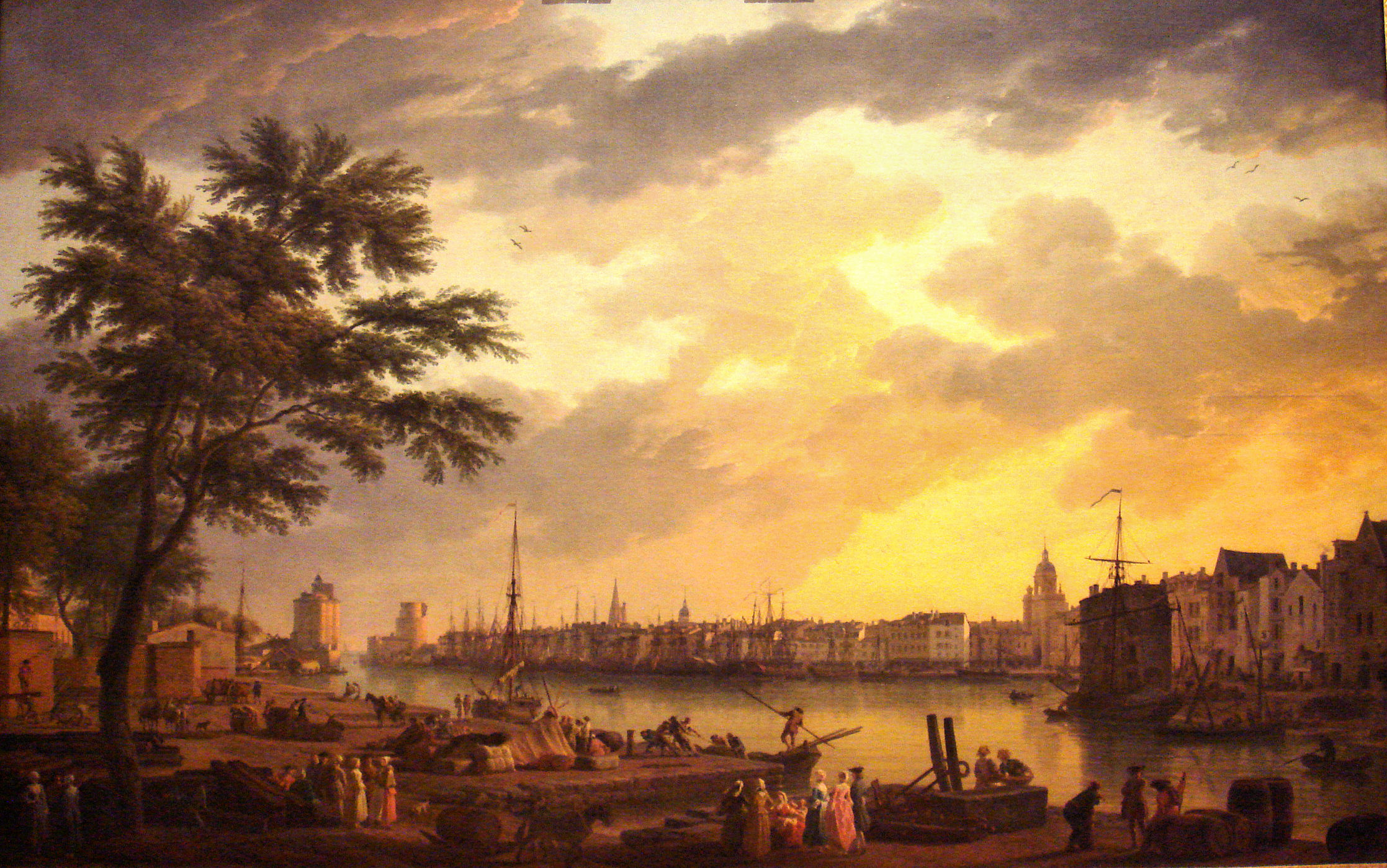
Porto de La Rochelle em 1762.
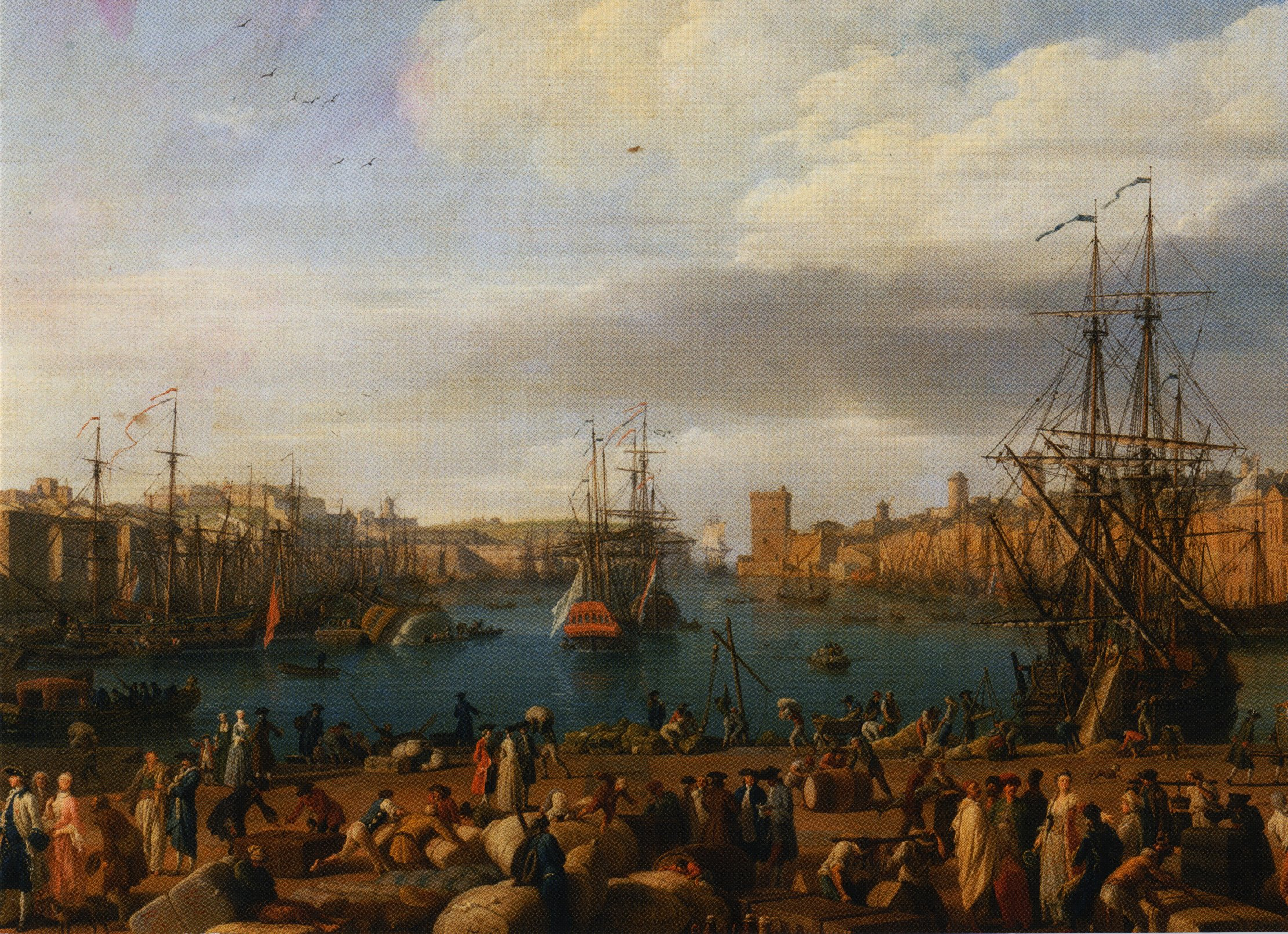
Interior do porto de Marselha (1754).
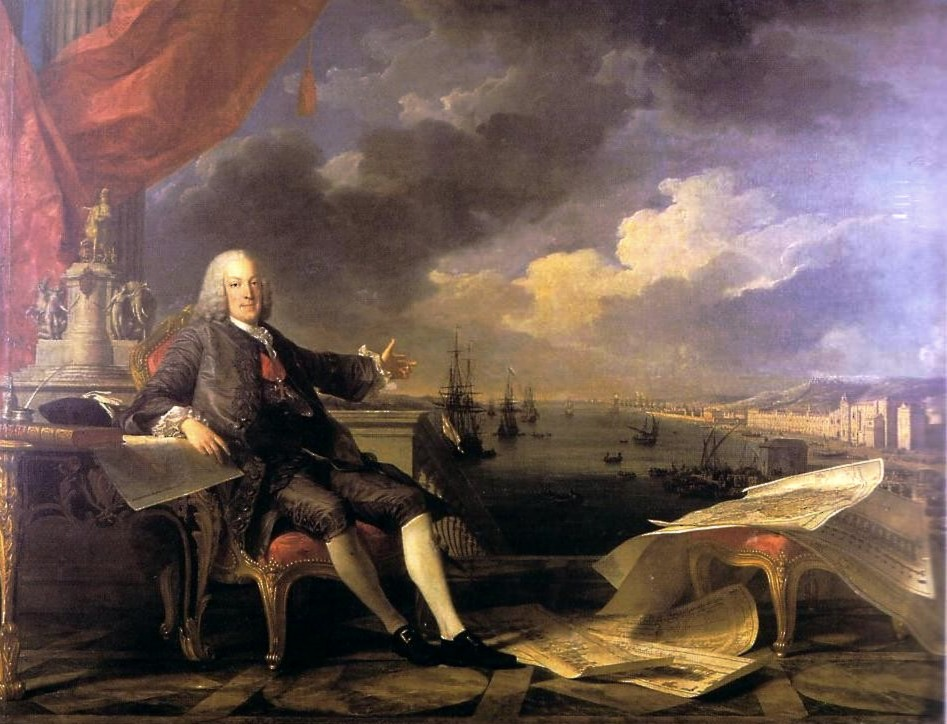
O Marquês de Pombal expulsando os jesuítas (1767), por Louis-Michel van Loo e Claude Joseph Vernet.
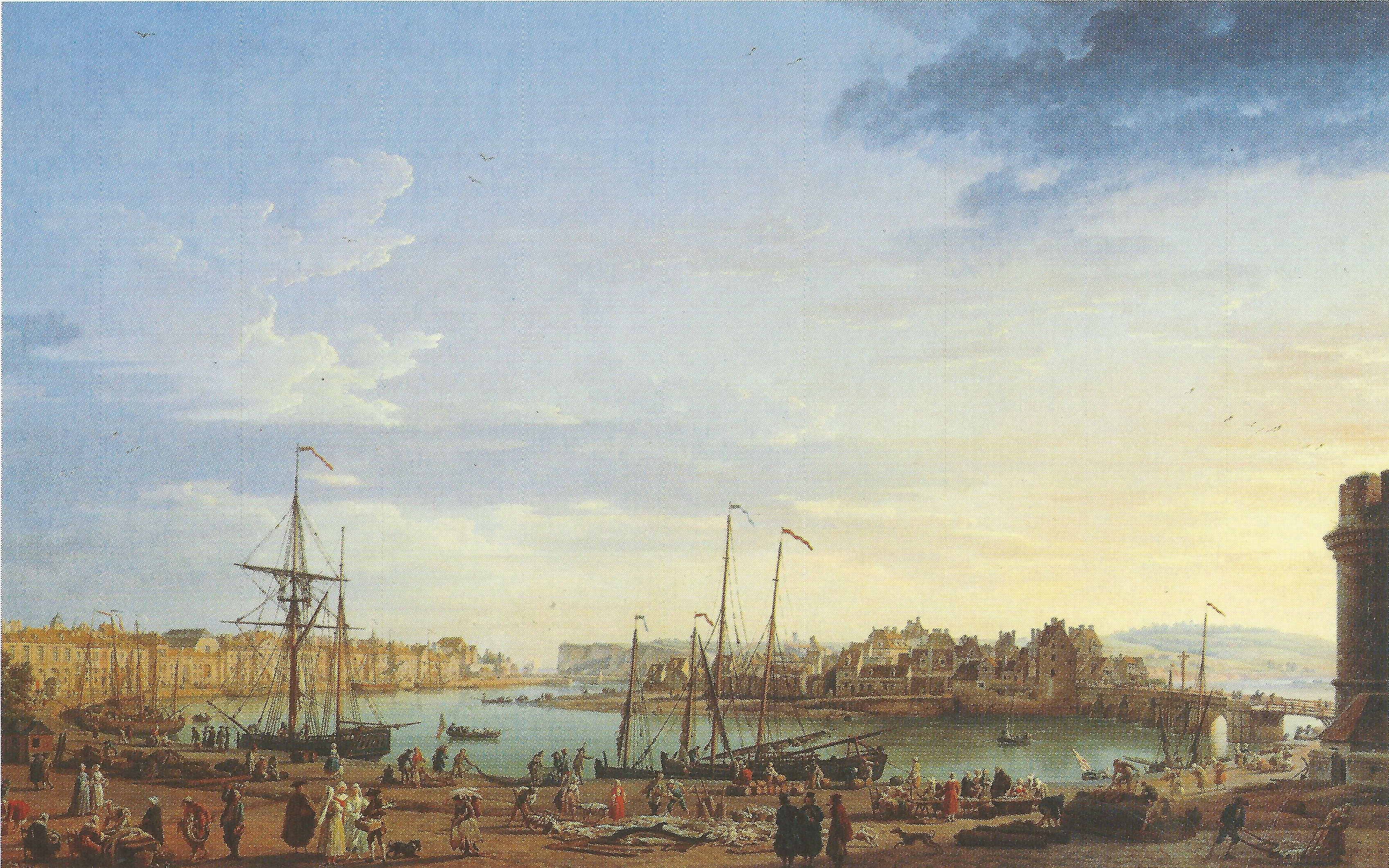
View of Dieppe
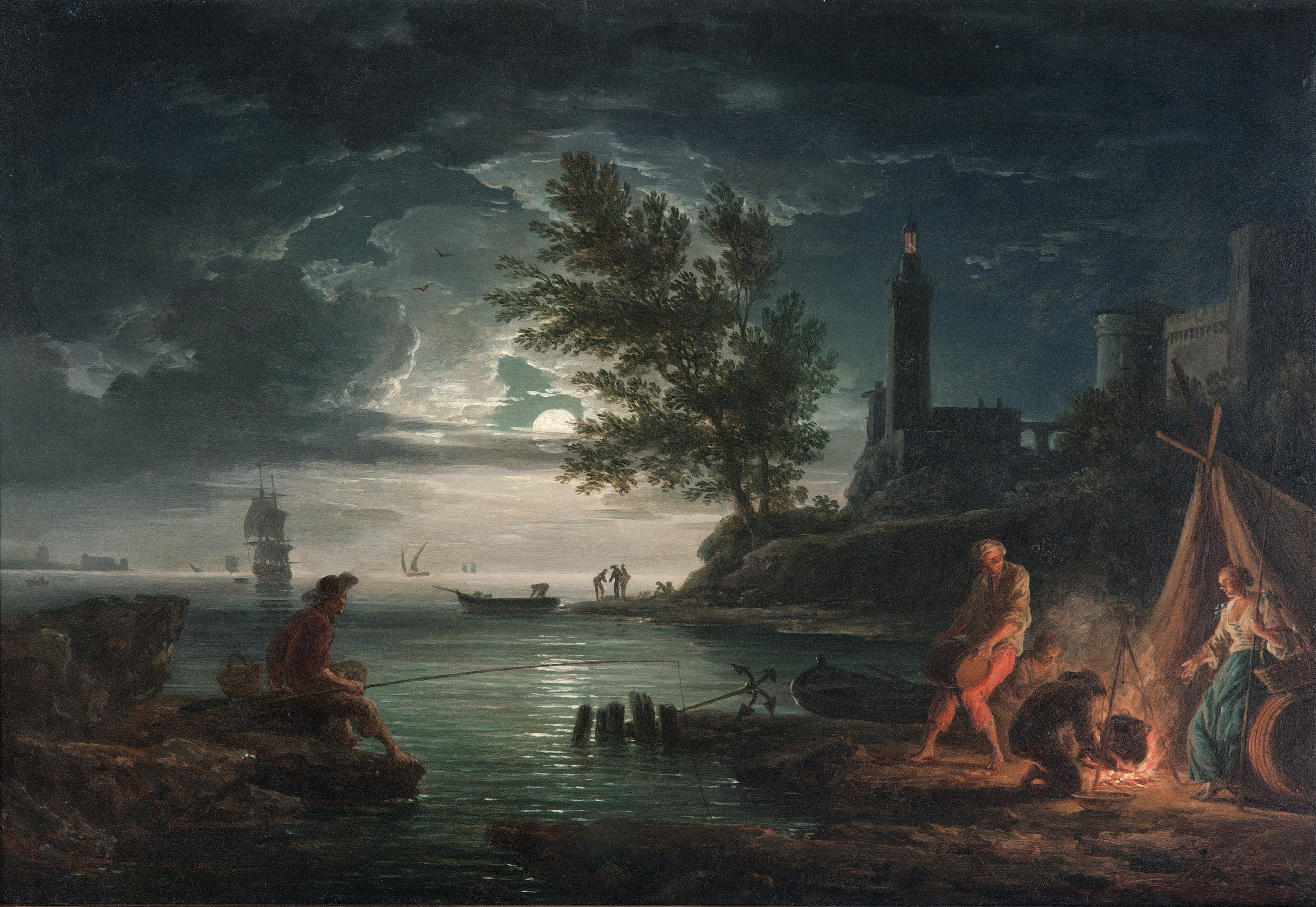
The Night
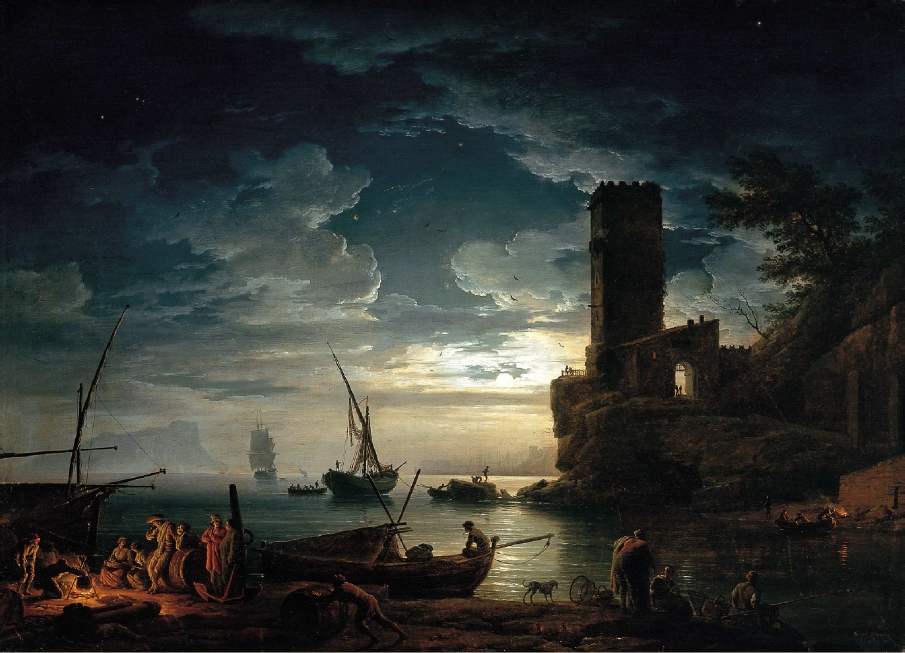
Mediterranean night
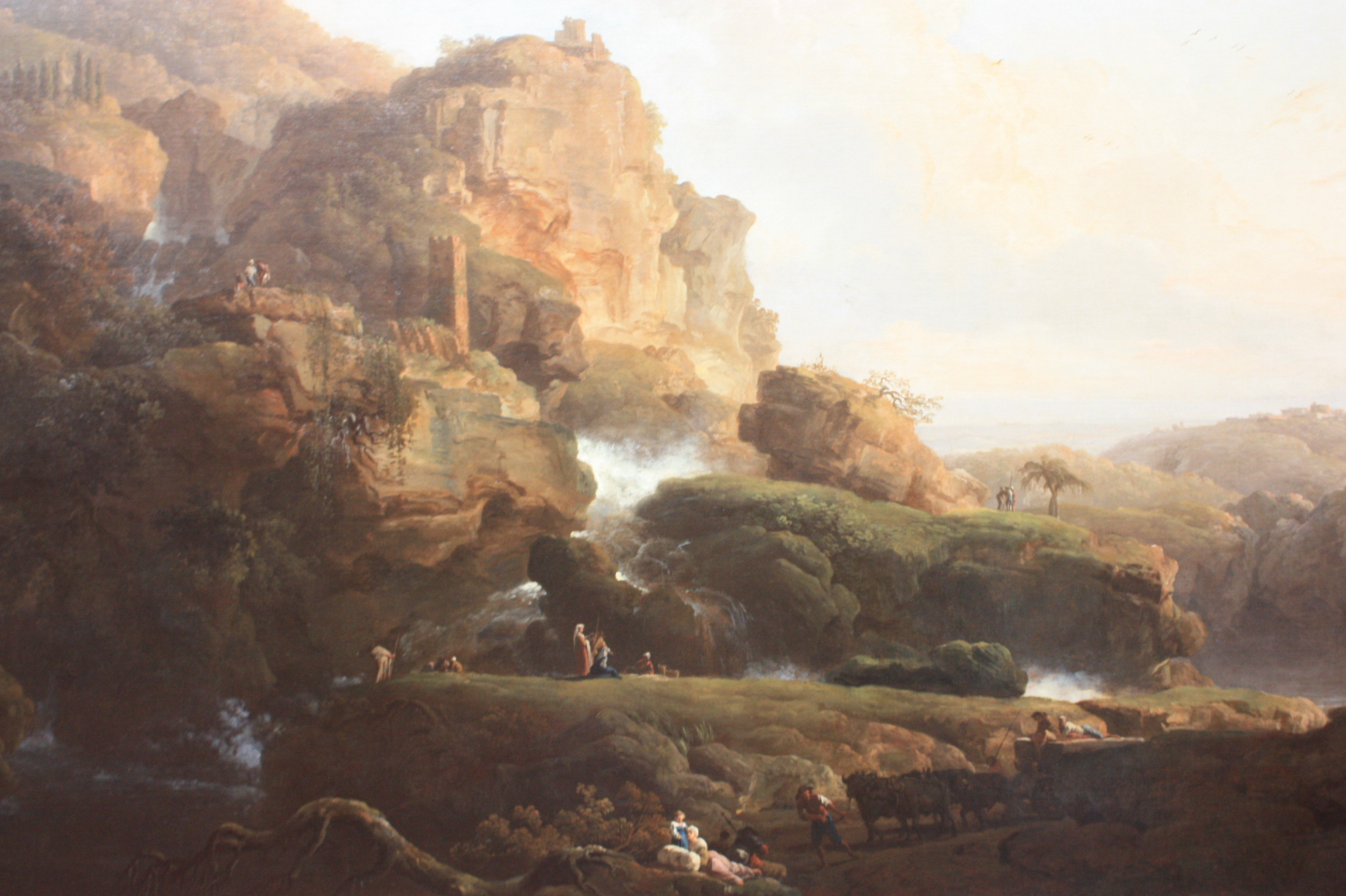
Paisagem italiana (1738)
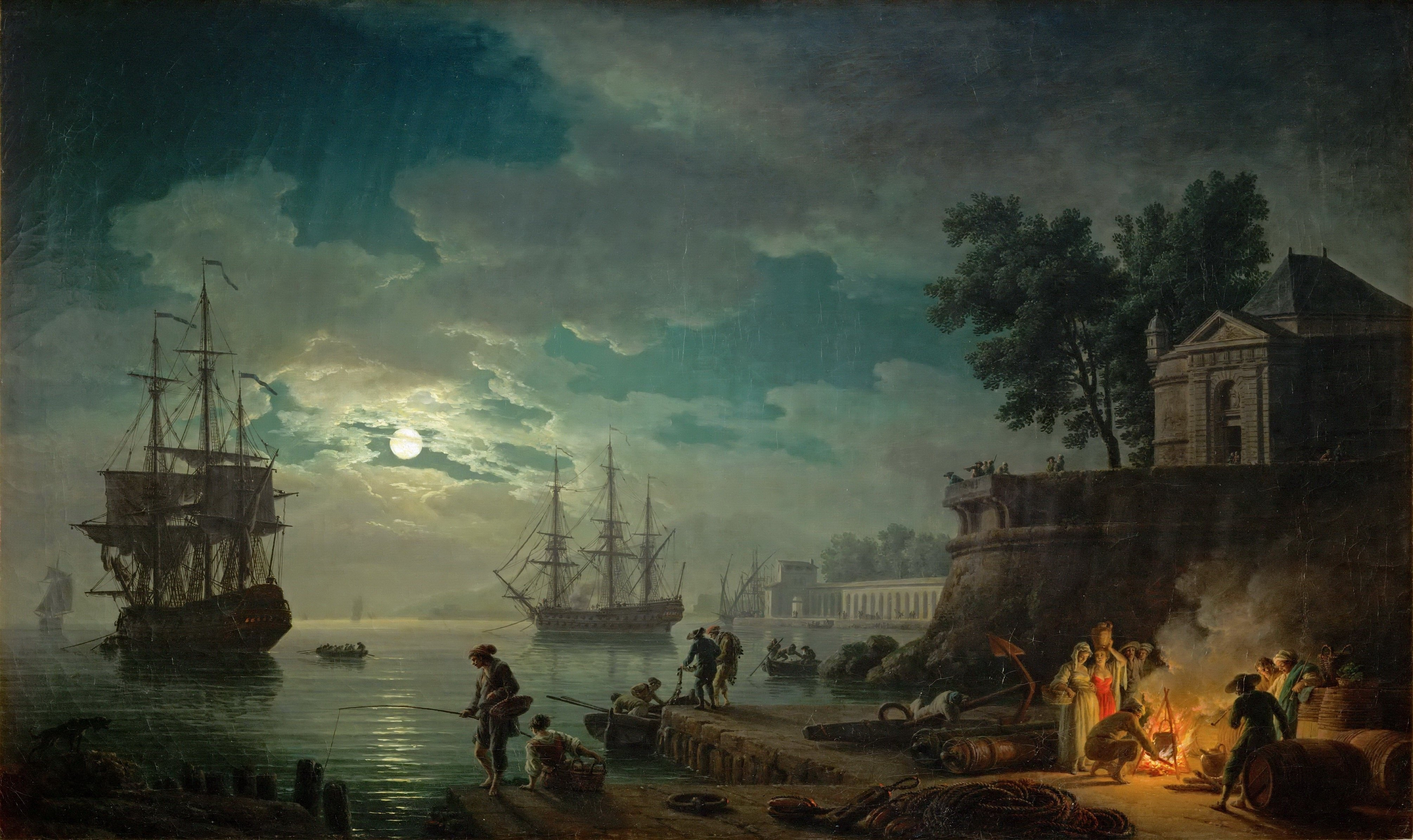
Seaport by Moonlight
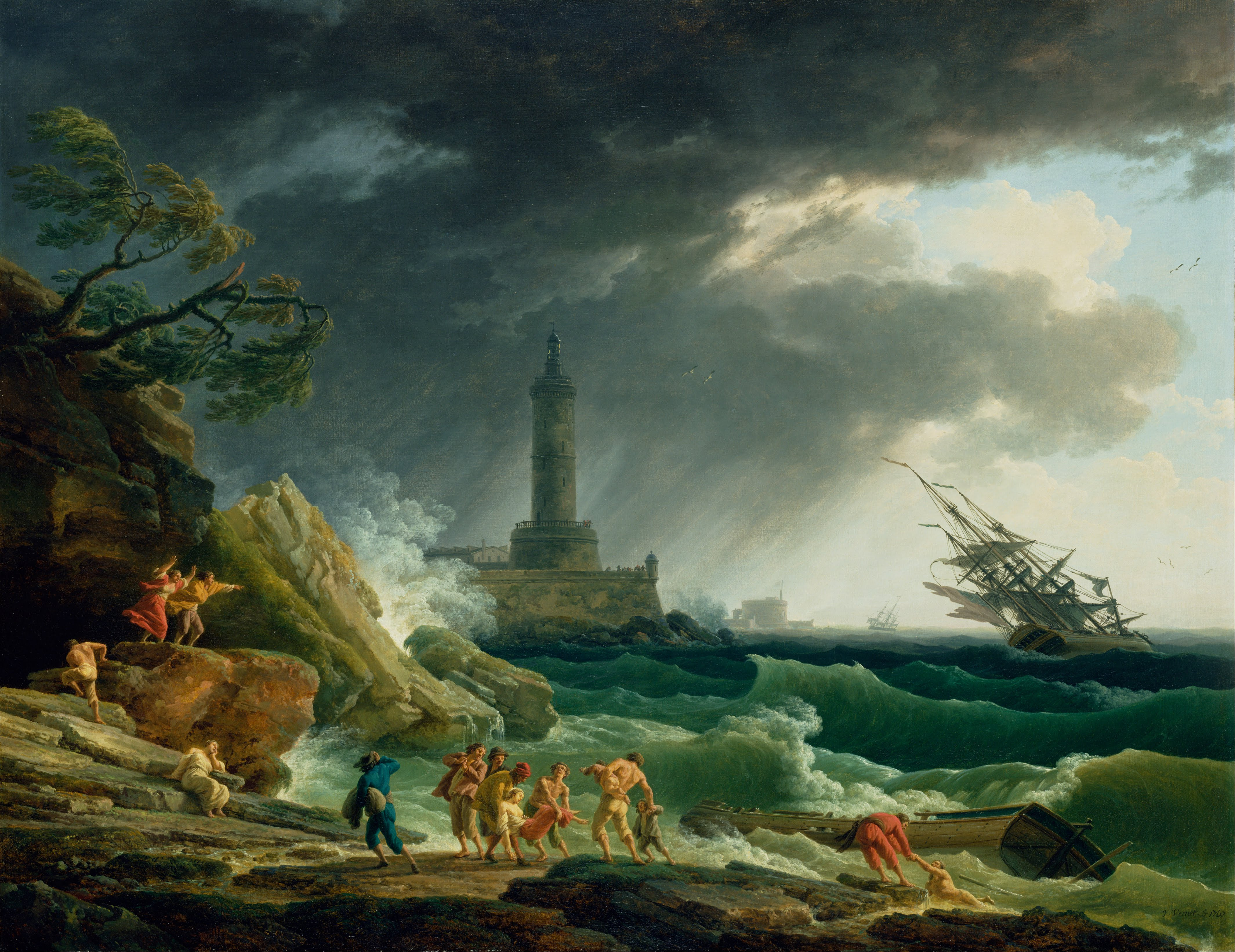
A Storm on a Mediterranean Coast
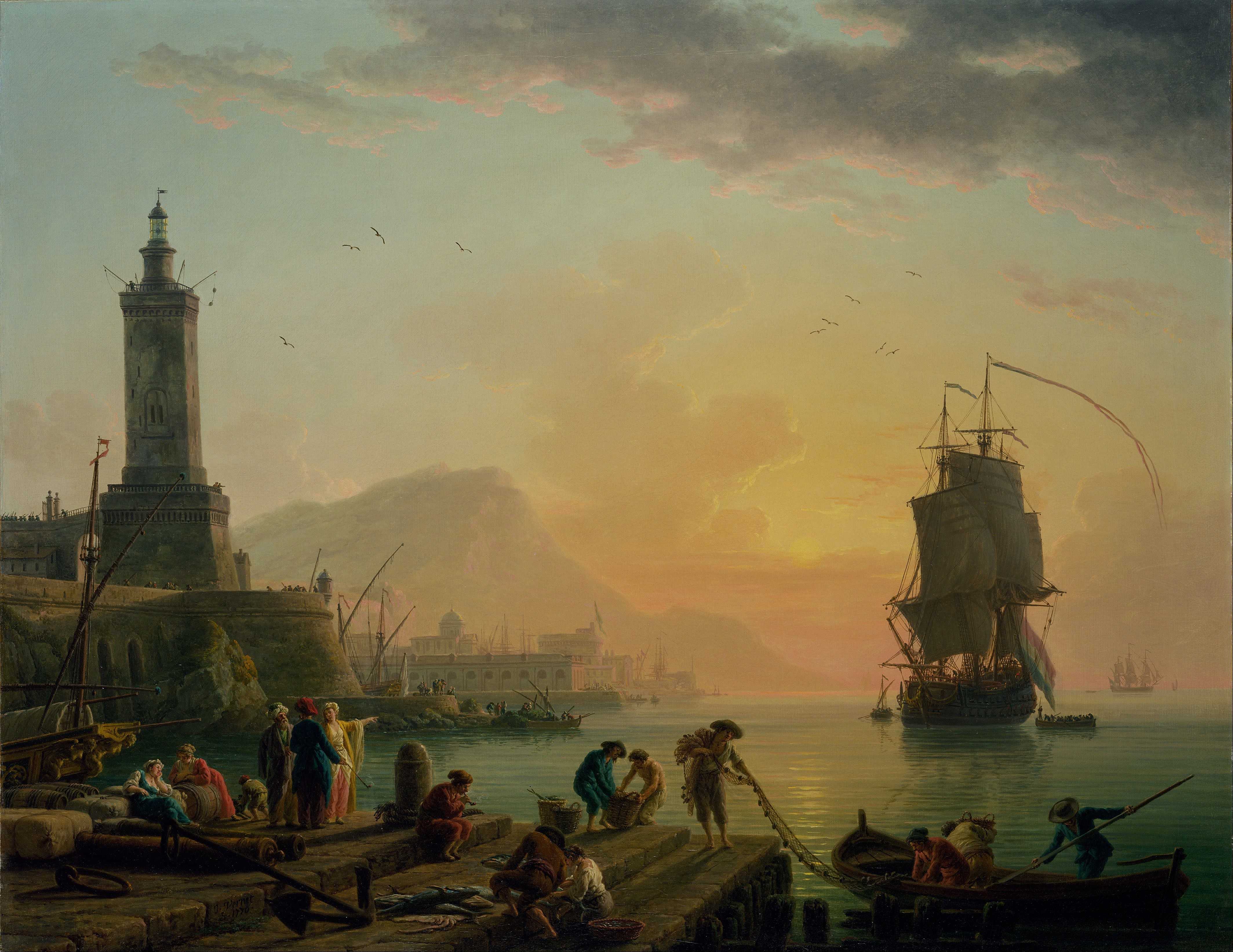
Porto mediterrâneo (1770-80)
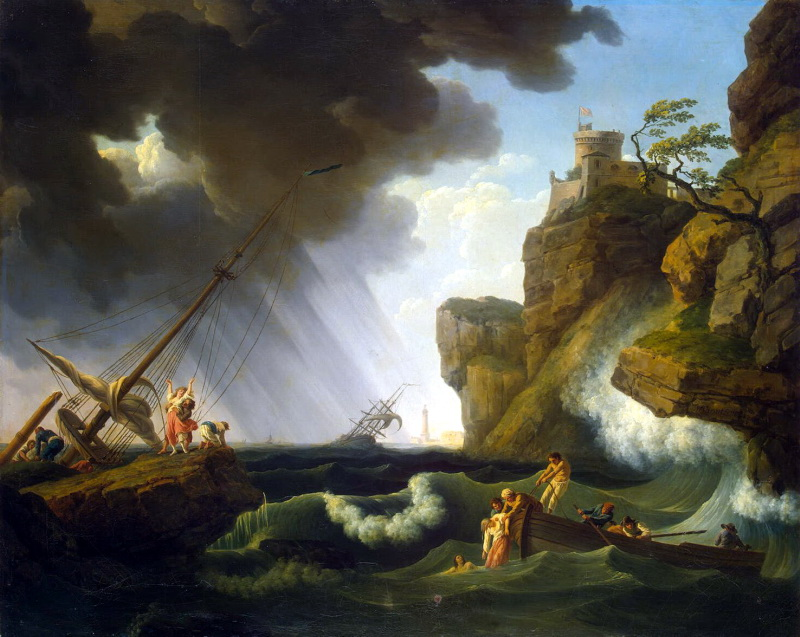
Shipwreck
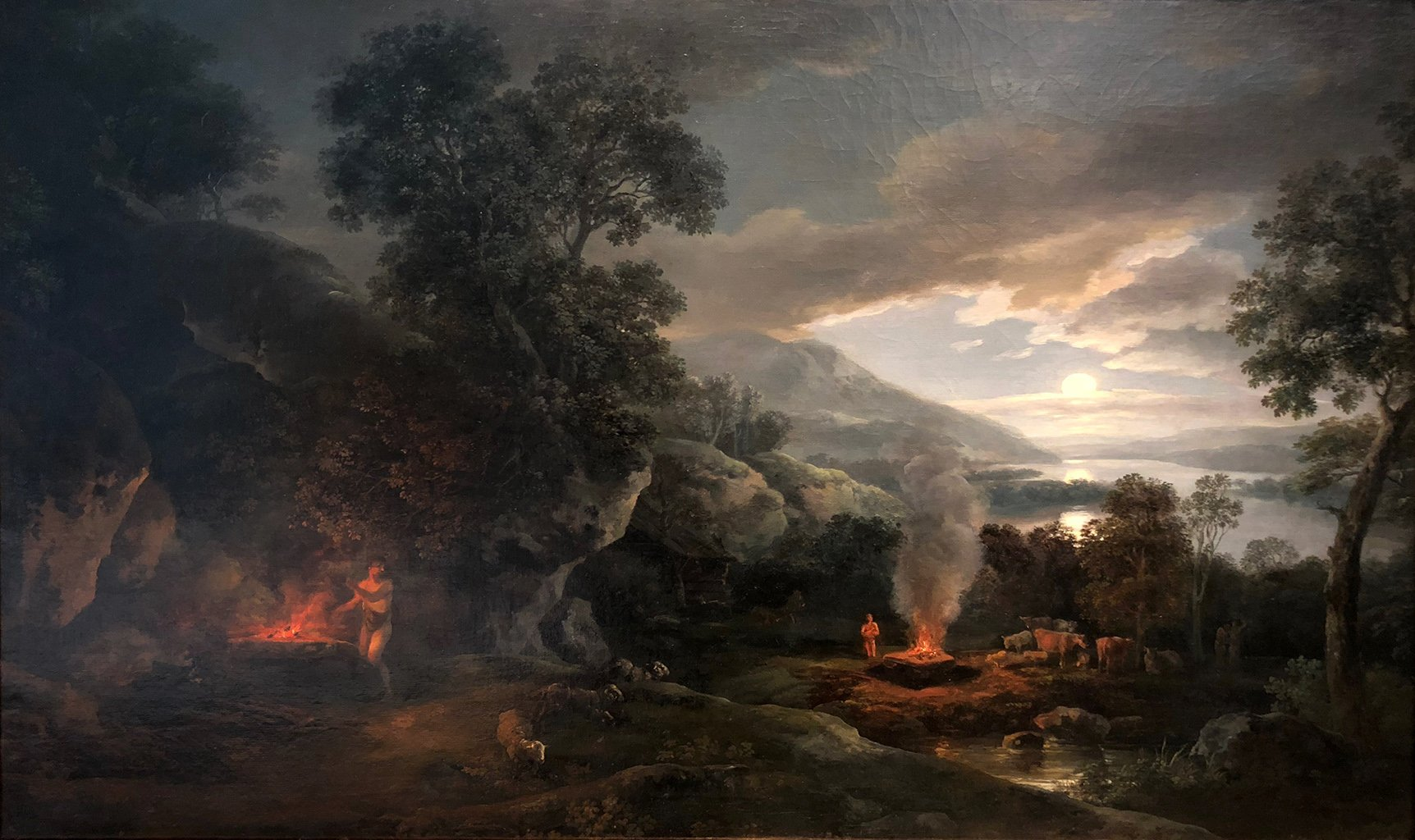
Cain And Abel Bringing Their Sacrifices, Crocker Art Museum, Sacramento
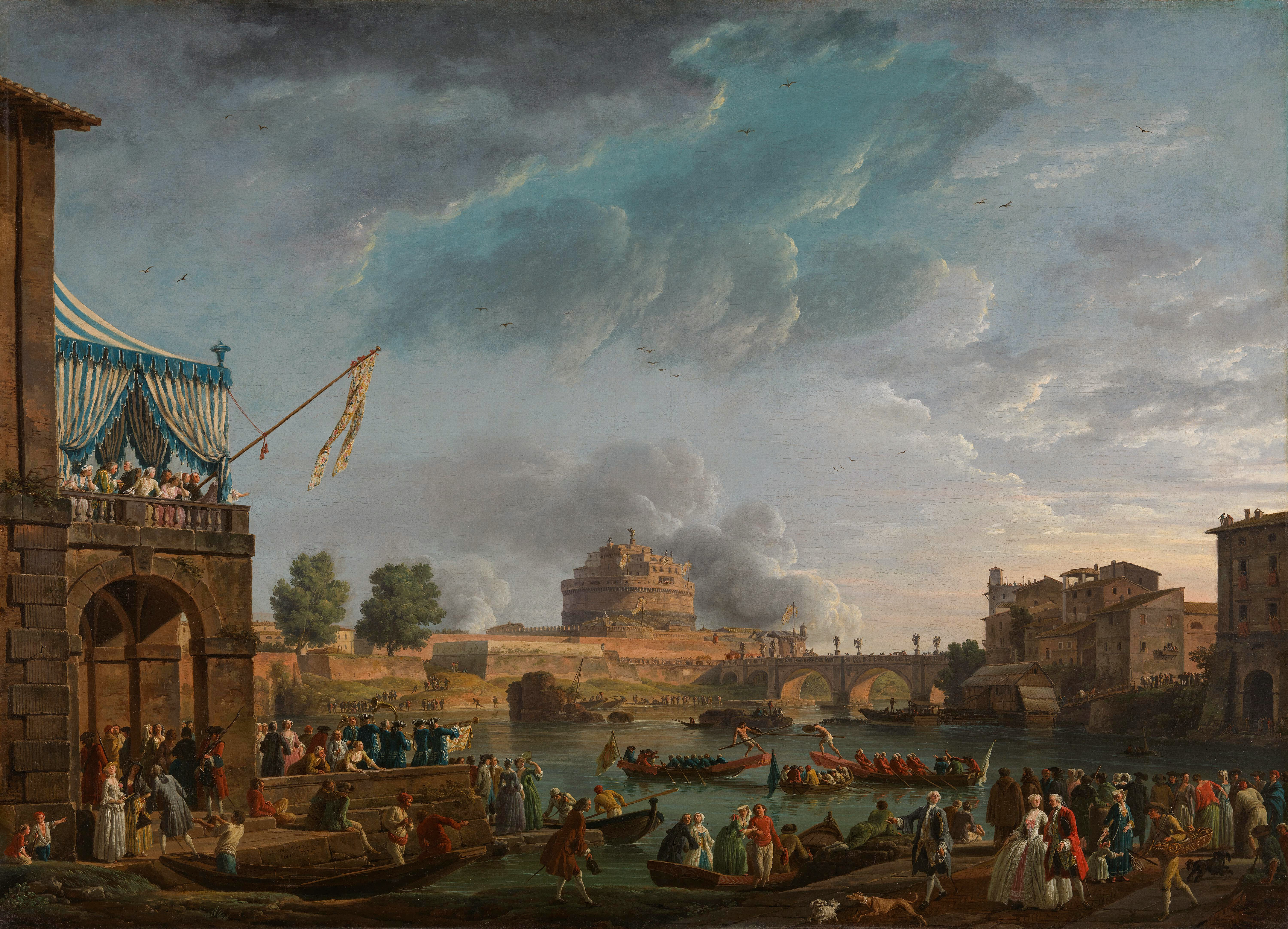
Um concurso esportivo no Tibre (1750), National Gallery, Londres
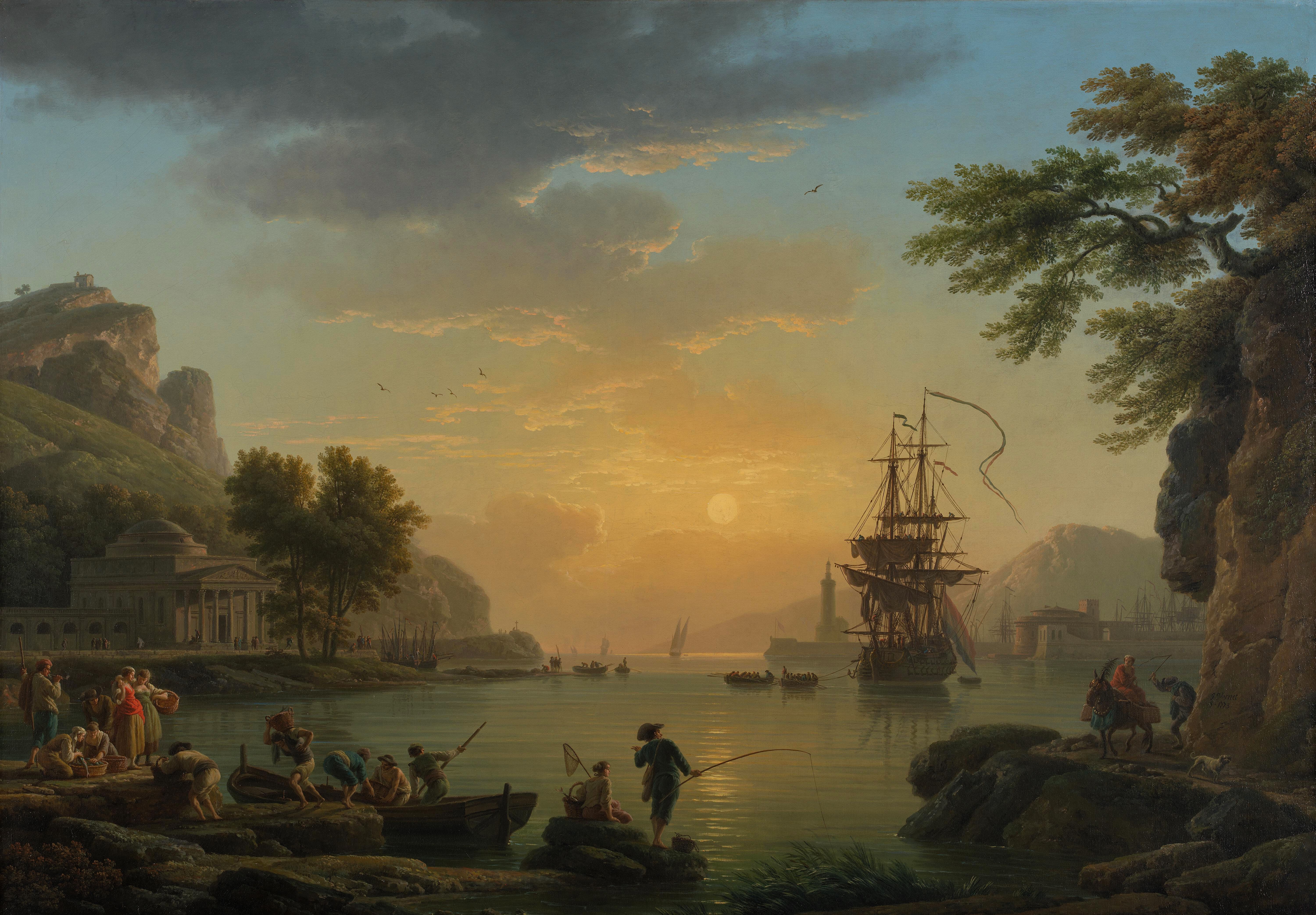
Uma paisagem ao pôr do sol com pescadores voltando com sua captura (Calme) (1773), National Gallery, Londres
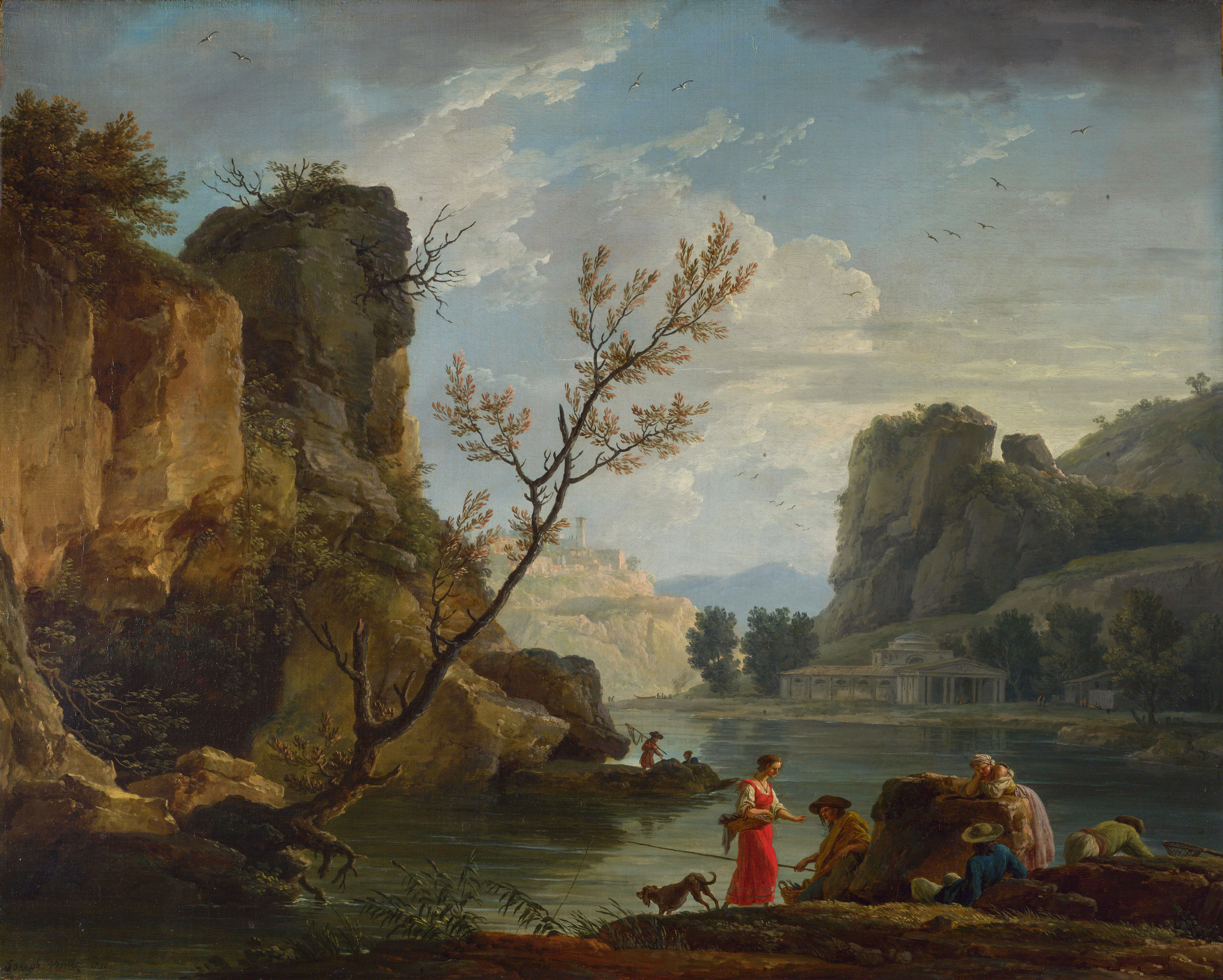
A River with Fishermen (1751), National Gallery, London
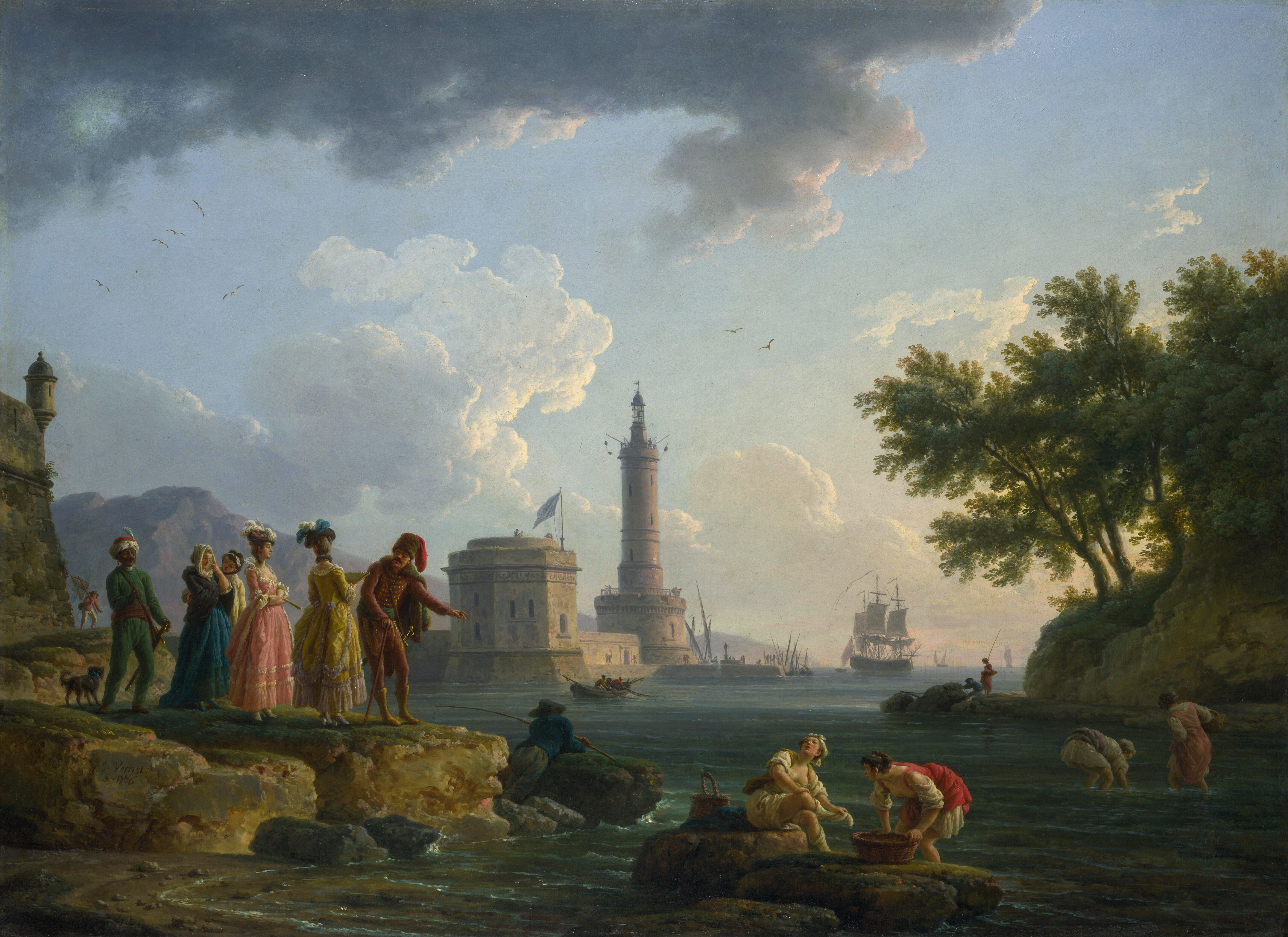
A Sea-shore (1776), National Gallery, London
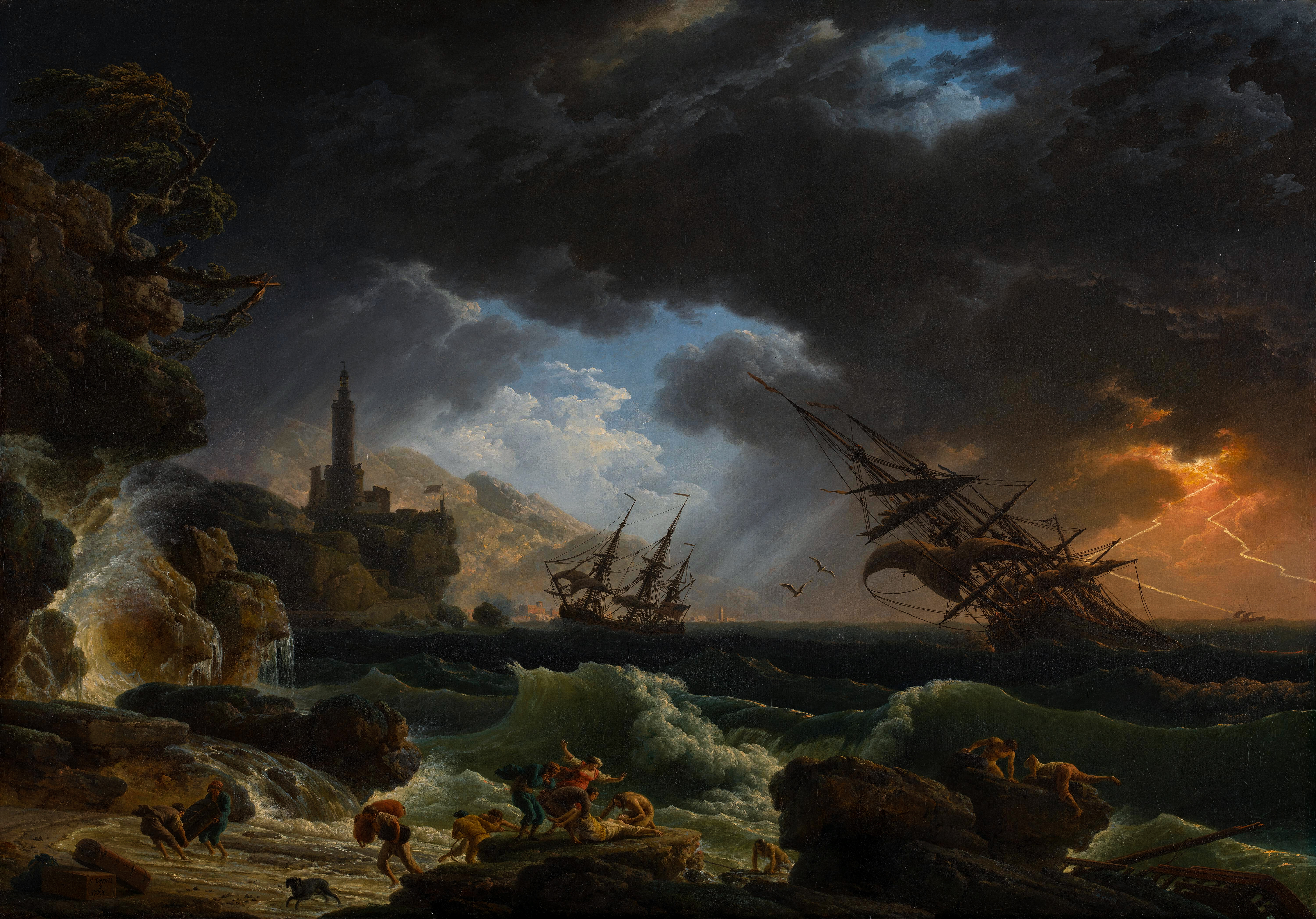
Shipwreck in Stormy Seas (Tempête) (1773), National Gallery, London